# Anna di Prussia (duchessa di Prussia)
Anna di Prussia e Jülich-Cleves-Berg (Königsberg, 3 luglio 1576 – Berlino, 30 agosto 1625) fu la figlia di Alberto Federico, duca di Prussia, e Maria Eleonora di Cleves.
Il 30 ottobre 1594, Anna sposò l'elettore di Brandeburgo Giovanni Sigismondo.

## Discendenza
Giovanni Sigismondo e Anna ebbero otto figli:
- Giorgio Guglielmo (13 novembre 1595 – 1º dicembre 1640). Successore del padre;
- Anna Sofia di Brandeburgo (15 marzo 1598 – 16 dicembre 1659). Sposò Federico Ulrico, duca di Brunswick-Lüneburg;
- Maria Eleonora di Brandeburgo (11 novembre 1599 – 28 marzo 1655). Sposò re Gustavo II Adolfo di Svezia. Furono i genitori di Cristina di Svezia;
- Caterina di Brandeburgo (25 maggio 1602 – 27 agosto 1644). Sposò in prime nozze Gabriele Bethlen, principe di Transilvania, ed in seconde nozze Franco Carlo di Sassonia-Lauenburg;
- Gioacchino Sigismondo di Brandeburgo (25 luglio 1603 – 22 febbraio 1625);
- Agnese di Brandeburgo (31 agosto 1606 – 12 marzo 1607);
- Giovanni Federico di Brandeburgo (18 agosto 1607 – 1º marzo 1608);
- Alberto Cristiano di Brandeburgo (7 marzo –14 marzo 1609).

## Ascendenza
|                                     |                       |                              | Genitori                           |  |  | Nonni |  |  | Bisnonni                          |  |  | Trisnonni                  |  |
|                                     |                       |                              |                                    |  |  |       |  |  | Federico I di Brandeburgo-Ansbach |  |  | Alberto III di Brandeburgo |  |
|                                     |                       |                              |                                    |  |  |       |  |  | Federico I di Brandeburgo-Ansbach |  |  | Alberto III di Brandeburgo |  |
|                                     |                       | Anna di Sassonia             |                                    |  |  |       |  |  | Federico I di Brandeburgo-Ansbach |  |  |                            |  |
| Alberto I di Prussia                |                       |                              |                                    |  |  |       |  |  | Federico I di Brandeburgo-Ansbach |  |  |                            |  |
|                                     |                       | Sofia di Polonia             | Casimiro IV di Polonia             |  |  |       |  |  |                                   |  |  |                            |  |
|                                     |                       | Sofia di Polonia             | Casimiro IV di Polonia             |  |  |       |  |  |                                   |  |  |                            |  |
|                                     |                       | Sofia di Polonia             | Elisabetta d'Asburgo               |  |  |       |  |  |                                   |  |  |                            |  |
| Alberto Federico di Prussia         |                       | Sofia di Polonia             |                                    |  |  |       |  |  |                                   |  |  |                            |  |
|                                     |                       | Eric I di Brunswick-Lüneburg | Guglielmo IV di Brunswick-Lüneburg |  |  |       |  |  |                                   |  |  |                            |  |
|                                     |                       | Eric I di Brunswick-Lüneburg | Guglielmo IV di Brunswick-Lüneburg |  |  |       |  |  |                                   |  |  |                            |  |
|                                     |                       | Eric I di Brunswick-Lüneburg | Elisabetta di Stolberg-Wernigerode |  |  |       |  |  |                                   |  |  |                            |  |
| Anna Maria di Brunswick-Lüneburg    |                       | Eric I di Brunswick-Lüneburg |                                    |  |  |       |  |  |                                   |  |  |                            |  |
|                                     |                       | Elisabetta di Brandeburgo    | Gioacchino I di Brandeburgo        |  |  |       |  |  |                                   |  |  |                            |  |
|                                     |                       | Elisabetta di Brandeburgo    | Gioacchino I di Brandeburgo        |  |  |       |  |  |                                   |  |  |                            |  |
|                                     |                       | Elisabetta di Brandeburgo    | Elisabetta di Danimarca            |  |  |       |  |  |                                   |  |  |                            |  |
| Anna di Prussia                     |                       | Elisabetta di Brandeburgo    |                                    |  |  |       |  |  |                                   |  |  |                            |  |
|                                     | Giovanni III di Kleve | Giovanni II di Kleve         |                                    |  |  |       |  |  |                                   |  |  |                            |  |
|                                     | Giovanni III di Kleve | Giovanni II di Kleve         |                                    |  |  |       |  |  |                                   |  |  |                            |  |
|                                     | Giovanni III di Kleve | Matilde d'Assia              |                                    |  |  |       |  |  |                                   |  |  |                            |  |
| Guglielmo di Jülich-Kleve-Berg      | Giovanni III di Kleve |                              |                                    |  |  |       |  |  |                                   |  |  |                            |  |
|                                     |                       | Maria di Jülich-Berg         | Guglielmo di Jülich-Berg           |  |  |       |  |  |                                   |  |  |                            |  |
|                                     |                       | Maria di Jülich-Berg         | Guglielmo di Jülich-Berg           |  |  |       |  |  |                                   |  |  |                            |  |
|                                     |                       | Maria di Jülich-Berg         | Sibilla di Hohenzollern            |  |  |       |  |  |                                   |  |  |                            |  |
| Maria Eleonora di Jülich-Kleve-Berg |                       | Maria di Jülich-Berg         |                                    |  |  |       |  |  |                                   |  |  |                            |  |
|                                     |                       | Ferdinando I d'Asburgo       | Filippo I d'Asburgo                |  |  |       |  |  |                                   |  |  |                            |  |
|                                     |                       | Ferdinando I d'Asburgo       | Filippo I d'Asburgo                |  |  |       |  |  |                                   |  |  |                            |  |
|                                     |                       | Ferdinando I d'Asburgo       | Giovanna di Castiglia              |  |  |       |  |  |                                   |  |  |                            |  |
| Maria d'Austria                     |                       | Ferdinando I d'Asburgo       |                                    |  |  |       |  |  |                                   |  |  |                            |  |
|                                     |                       | Anna Jagellone               | Ladislao II di Boemia              |  |  |       |  |  |                                   |  |  |                            |  |
|                                     |                       | Anna Jagellone               | Ladislao II di Boemia              |  |  |       |  |  |                                   |  |  |                            |  |
|                                     |                       | Anna Jagellone               | Anna di Foix-Candale               |  |  |       |  |  |                                   |  |  |                            |  |
|                                     |                       | Anna Jagellone               |                                    |  |  |       |  |  |                                   |  |  |                            |  |